# Magnus IV di Norvegia
Magnus IV di Norvegia (1115 – Hvaler, 12 novembre 1139) fu re di Norvegia dal 1130 al 1135 e dal 1137 al 1139.

## Biografia
Era figlio di Sigurd I di Norvegia e Borghild Olavsdotter.
Quando suo padre morì nel 1130, Magnus divenne re di Norvegia insieme a suo zio Harald IV.
Dopo quattro anni di pace difficile, iniziò a prepararsi per la guerra aperta contro Harald.
Il 9 agosto 1134 sconfisse Harald in una battaglia decisiva a Färlev in Bohuslän e Harald fuggì in Danimarca.
Contro il parere dei suoi consiglieri, Magnus sciolse il suo esercito e si recò a Bergen per trascorrere l'inverno.
Harald poi tornò in Norvegia con un nuovo esercito e, incontrando poca opposizione, raggiunse Bergen prima di Natale. Magnus aveva pochi uomini e così la città cadde facilmente sotto l'attacco dell'esercito di suo zio il 7 gennaio 1135.
Magnus venne catturato e detronizzato. Venne accecato, castrato e aveva una gamba tagliata. Dopo questo era conosciuto come "Magnus il cieco".
Si ritirò per un certo periodo di tempo in un monastero conducendo una vita monacale.
Harald IV venne ucciso nel 1136 da Sigurd Slembe, un altro pretendente al trono che si era proclamato re nel 1135. Sigurd prelevò Magnus dall'abbazia e lo fece co-re. Decisero di dividere le loro forze militari e Magnus si diresse verso est dove sentiva maggiormente il supporto del popolo. Lì però fu sconfitto a Minne dal re Inge I di Norvegia.
Fuggì in Götaland e successivamente in Danimarca, dove cercò di ottenere aiuto per la sua causa. Un tentativo di invasione della Norvegia da parte del re Erik II di Danimarca fallì miseramente.
Magnus e Sigurd Slembe infatti ebbero scarso sostegno in Norvegia. Dopo qualche tempo i due affrontarono il re Inge I e il re Sigurd II di Norvegia in una battaglia finale a Hvaler il 12 novembre 1139. Magnus cadde durante i combattimenti mentre Sigurd Slembe fu catturato e ucciso.